# Miguel Baselga
Miguel Baselga (Luxemburgo, 1966) es un pianista español, concertista internacional, aunque nacido en Luxemburgo.

## Biografía
De familia de origen aragonés, se inicia en el piano a los seis años de edad. Diplomado en el Real Conservatorio Superior de Música de Lieja, su formación corrió a cargo de Eduardo del Pueyo, con quien trabajó hasta su fallecimiento.
Ha sido solista de numerosas orquestas como la Sinfónica de Rosario (Argentina, 1990), Orchestre National du Capitole de Toulouse (Francia 1992), Sinfónica de Madrid (1994), Sinfónica Portuguesa (Lisboa 1995), Orquesta Nacional de España (Madrid 1997), Sinfónica de Tenerife (Tenerife /Lisboa 1998/2008), Sinfónica de Minería (México DF 1998), Orquesta de Cámara Nacional de Andorra (1998), Orquesta Sinfónica de Asunción (Paraguay 2002, 2003, 2004, 2010), Radio Philarmonie NDR de Hannover (Rostock 2003), Orquesta Sinfónica de la RTVE (Madrid 2004/2009), Classic FM Orchestra (Sofía 2009) y Orquesta Sinfónica de México (2010).
En 1996, con motivo del 50.º aniversario de la muerte de Manuel de Falla, grabó para el sello sueco BIS un CD con la obra integral para piano de este autor «...su CD se ha convertido en una referencia...» (J. Turina, Época) obteniendo un amplio reconocimiento nacional e internacional.
Desde 1998, año en el que inició la grabación de la integral para piano de Isaac Albéniz y cuyo primer volumen) fue presentado en el Festival de Perelada, su actividad concertística ha ido en constante aumento actuando en el Weill Hall del Carnegie Hall de Nueva York o en la prestigiosa 92nd Street Y también neoyorquina. 
En 2005 sacó al mercado en el sello RTVE Música «El tiempo malherido» del compositor Ricardo Llorca (Alicante 1960), como solista invitado de la orquesta de la RTVE, bajo la batuta de José de Eusebio. Ha publicado también para el sello Columna Música una recopilación de valses para piano titulada "Vals Café". Su último trabajo discográfico hasta la fecha, el VII volumen de la integral de Albéniz (BIS 1953) ya está disponible en el mercado.  